# Südafrikanische Cricket-Nationalmannschaft in Indien in der Saison 2004/05
Die Tour der südafrikanischen Cricket-Nationalmannschaft nach Indien in der Saison 2004/05 fand vom 20. November bis zum 2. Dezember 2004 statt. Die internationale Cricket-Tour war Bestandteil der Internationalen Cricket-Saison 2004/05 und umfasste zwei Tests. Indien gewann die Serie 1–0.

## Vorgeschichte
Indien spielte zuvor das BCCI Plantinum Jubilee Match gegen Pakistan, Südafrika spielte die erste Tour der Saison.
Das letzte Aufeinandertreffen der beiden Mannschaften bei einer Tour fand in der Saison 2001/02 in Südafrika statt.
Südafrika drohte die Tour abzusagen, da die indische Polizei die beiden Spieler Herschelle Gibbs und Nicky Boje im Zusammenhang mit dem Match-Fixing-Skandal der Tour Südafrikas in Indien in der Saison 1999/2000 vernehmen wollte.
Die Tour fand dann dennoch statt, als sich abzeichnete, dass die indische Polizei mit Fragebögen für die beiden Spieler die Vernehmung vermeiden wollte, jedoch zogen sich letztendlich beide Spieler von der Tour zurück.

## Stadien
Die folgenden Stadien wurden für die Tour als Austragungsort vorgesehen und am 19. Juli 2004 bekanntgegeben.
| Stadion            | Stadt   | Kapazität | Spiele  |
| ------------------ | ------- | --------- | ------- |
| Green Park Stadium | Kanpur  | 33.000    | 1. Test |
| Eden Gardens       | Kolkata | 82.000    | 2. Test |

## Kaderlisten
Südafrika benannte seinen Kader am 27. Oktober 2004.
Indien benannte seinen Kader am 13. November 2004.
| Test | Test |
| Indien | Südafrika |
| --- | --- |
| - Sourav Ganguly (K) - Rahul Dravid - Gautam Gambhir - Mohammad Kaif - Dinesh Karthik (wk) - Murali Kartik - Zaheer Khan - Anil Kumble - VVS Laxman - Ashish Nehra - Irfan Pathan - Harbhajan Singh - Virender Sehwag - Sachin Tendulkar | - Graeme Smith (K) - Hashim Amla - Zander de Bruyn - Boeta Dippenaar - Andrew Hall - Jacques Kallis - Makhaya Ntini - Justin Ontong - Robin Peterson - Shaun Pollock - Jacques Rudolph - Thami Tsolekile (wk) - Alfonso Thomas - Martin van Jaarsveld |

## Tour Matches
| 14. – 16. November Scorecard | Jaipur | South Africans 226-5d (88) & 172-8 (68) | – | Indian Board President’s XI 361-6d (107.2) |
|                              |        | Remis                                   |   |                                            |

## Tests

### Erster Test in Kanpur
| 20. – 24. November Scorecard | Kanpur | Südafrika 510-9d (190.4) & 169-4 (64) | – | Indien 466 (134.4) |
|                              |        | Remis                                 |   |                    |

### Zweiter Test in Kalkutta
| 28. November – 2. Dezember Scorecard | Kalkutta | Südafrika 305 (121.3) & 222 (74.4) | – | Indien 411 (150.1) & 120-2 (39.4) |
|                                      |          | Indien gewinnt mit 8 Wickets       |   |                                   |

## Statistiken
Die folgenden Cricketstatistiken wurden bei dieser Tour erzielt.
| Tests           | Tests      | Tests   | Tests   | Tests   | Tests   | Tests   | Tests   | Tests   |
| Batting         | Batting    | Batting | Batting | Batting | Batting | Batting | Batting | Batting |
| Spieler         | Mannschaft | Spiele  | Innings | Runs    | Average | HS      | 100s    | 50s     |
| --------------- | ---------- | ------- | ------- | ------- | ------- | ------- | ------- | ------- |
| Virender Sehwag | Indien     | 2       | 3       | 262     | 87,33   | 164     | 1       | 1       |
| Jacques Kallis  | Südafrika  | 2       | 4       | 241     | 80,33   | 121     | 1       | 1       |
| Andrew Hall     | Südafrika  | 2       | 4       | 217     | 54,25   | 163     | 1       | 0       |
| Rahul Dravid    | Indien     | 2       | 3       | 181     | 90,50   | 80      | 0       | 2       |
| Graeme Smith    | Südafrika  | 2       | 4       | 155     | 38,75   | 71      | 0       | 1       |
| Bowling         |            |         |         |         |         |         |         |         |
| Spieler         | Mannschaft | Spiele  | Overs   | Wickets | Average | BBI     | 5W      | 10W     |
| Harbhajan Singh | Indien     | 2       | 112.1   | 13      | 23,61   | 7/87    | 1       | 0       |
| Anil Kumble     | Indien     | 2       | 139.4   | 10      | 34,10   | 6/131   | 1       | 0       |
| Makhaya Ntini   | Südafrika  | 2       | 87      | 8       | 32,25   | 4/112   | 0       | 0       |
| Andrew Hall     | Südafrika  | 2       | 55.4    | 4       | 40,75   | 3/93    | 0       | 0       |
| Shaun Pollock   | Südafrika  | 2       | 90      | 4       | 55,75   | 2/100   | 0       | 0       |

## Player of the Series
Als Player of the Series wurden die folgenden Spieler ausgezeichnet.
| Serie | Player of the Series |
| ----- | -------------------- |
| Test  | Virender Sehwag      |

### Player of the Match
Als Player of the Match wurden die folgenden Spieler ausgezeichnet.
| Spiel   | Player of the Match |
| ------- | ------------------- |
| 1. Test | Andrew Hall         |
| 2. Test | Harbhajan Singh     |